# Martin Novák (novinář)
Martin Novák (* 1969) je český novinář a spisovatel, který se specializuje na reportáže, komentáře a analýzy o dění v zahraničí. Pracoval v České televizi a Hospodářských novinách, později v Aktuálně.cz. Zaměřuje se hlavně na východní Evropu a islámský svět. Jako reportér pracoval například v Afghánistánu, Iráku, Saúdské Arábii, Íránu, Pákistánu, Libyi, na Ukrajině.
Je autorem knih Džihád proti Kremlu (Epocha 2008, druhé vydání 2020), Ropa a krev (Epocha 2010) a Kati pražského jara (Epocha 2015, druhé vydání 2021). Byl členem autorského kolektivu knihy Islámský stát: Blízký východ na konci času (Akademia 2016).